# Stoliarov (Volgograd)
|  | Per a altres significats, vegeu «Stoliarov». |

Stoliarov (en rus: Столяров) és un poble (un khútor) de l'óblast de Volgograd, a Rússia, segons el cens del 2002 tenia 140 habitants.